# Salt amb esquís als Jocs Olímpics d'hivern de 1932
Als Jocs Olímpics d'Hivern de 1932 celebrats a la ciutat de Lake Placid (Estats Units d'Amèrica) es disputà una prova de salt amb esquís en categoria masculina. La prova es disputà el dia 12 de febrer de 1932 a les instal·lacions de Lake Placid amb un trampolí de 61 metres.

## Comitès participants
Hi participaren un total de 34 saltadors de 10 comitès nacionals diferents.
| - Àustria (2) - Canadà (4) - Estats Units (4) - Itàlia (3) - Japó (4) |  | - Noruega (4) - Polònia (3) - Suècia (3) - Suïssa (3) - Txecoslovàquia (4) |

## Resum de medalles
| Prova           | Or          | Argent    | Bronze         |
| Salt amb esquís | Birger Ruud | Hans Beck | Kaare Wahlberg |

## Medaller
| Posició | País    | Or | Argent | Bronze | Total |
| 1       | Noruega | 1  | 1      | 1      | 3     |
|         |         |    |        |        |       |
| Total   | Total   | 1  | 1      | 1      | 3     |

## Resultats
| Lloc | Saltador           | Total  |
| ---- | ------------------ | ------ |
| 1    | Birger Ruud        | 228.1  |
| 2    | Hans Beck          | 227.0  |
| 3    | Kaare Wahlberg     | 219.5  |
| 4    | Sven Eriksson      | 218.9  |
| 5    | Caspar Oimoen      | 216.7  |
| 6    | Fritz Kaufmann     | 215.8  |
| 7    | Sigmund Ruud       | 215.1  |
| 8    | Goro Adachi        | 210.7  |
| 9    | Cesare Chiogna     | 209.8  |
| 10   | Erik Rylander      | 206.0  |
| 11   | Holger Schön       | 201.8  |
| 12   | Bronisław Czech    | 200.7  |
| 13   | Peder Falstad      | 199.5  |
| 14   | Ernesto Zardini    | 196.7  |
| 15   | John Steele        | 196.7  |
| 16   | Ingenuino Dallagio | 194.9  |
| 17   | Stanisław Marusarz | 192.5  |
| 18   | Fritz Steuri       | 192.4  |
| 19   | Robert Lymburne    | 192.1  |
| 20   | Jacques Landry     | 187.3  |
| 21   | Antonín Bartoň     | 186.1  |
| 22   | Andrzej Marusarz   | 185.9  |
| 23   | František Šimůnek  | 183.2  |
| 24   | Ján Cífka          | 172.5  |
| 25   | Harald Paumgarten  | 163.4  |
| 26   | Jaroslav Feistauer | 163.0  |
| 27   | Severino Menardi   | 161.6  |
| 28   | Mitsutake Makita   | 134.2  |
| 29   | Arnold Stone       | 114.5  |
| 30   | Leslie Gagne       | 110.5  |
| 31   | Yoichi Takata      | 91.1   |
| 32   | Katsumi Yamada     | 70.0   |
| —    | Roy Mikkelsen      | (52.0) |
| —    | Harald Bosio       | (29.0) |